# Поду-Різій
Поду-Різій (рум. Podu Rizii) — село у повіті Димбовіца в Румунії. Входить до складу комуни Селчоара.
Село розташоване на відстані 50 км на північний захід від Бухареста, 26 км на південь від Тирговіште, 146 км на схід від Крайови, 105 км на південь від Брашова.

## Населення
За даними перепису населення 2002 року у селі проживали 772 особи, усі — румуни. Усі жителі села рідною мовою назвали румунську.